# Toertocht

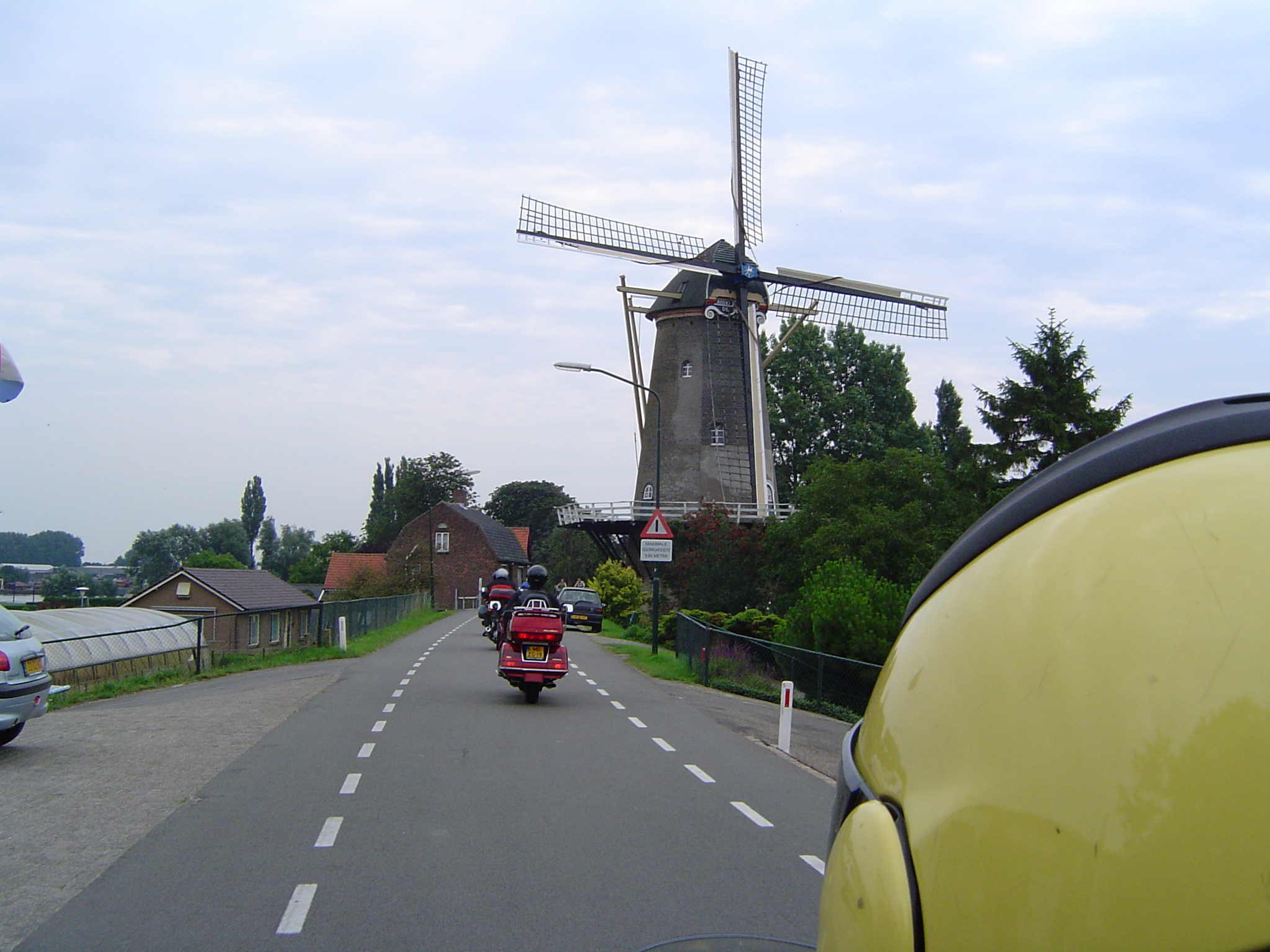

Een toertocht is een clubrit van een motorclub, maar toertochten worden ook georganiseerd voor schaatsers, skaters en fietsers (wielertoeristen).

## Motortoertochten
Voor een motorclub is dit het meest georganiseerde evenement. Het gaat immers om het motorrijden. Toertochten hebben geen wedstrijdelement, maar men kan er toch prijzen winnen. Men kent verschillende soorten toertochten:

### Open toertochten
Aan deze toertochten mogen ook niet-leden deelnemen. Zij betalen hiervoor een kleine bijdrage, waarvoor vaak consumptiebonnen worden verstrekt en kleine prijzen worden gekocht. Van het resterende geld wordt de clubkas gespekt. Zij zijn er in twee soorten:

#### Individuele ritten
Hierbij verstrekt de organiserende club routebeschrijvingen die dan individueel of in kleine groepjes gereden kunnen worden.

#### Ritten in groepsverband
De organiserende club zorgt hierbij voor een aantal "voorrijders", die de route kennen en kleine groepen motoren (maximaal ca. 15) meenemen. Dit laatste principe wordt weinig toegepast, want het heeft een paar nadelen:
- Men moet de route met veel mensen voorbereiden om zo veel mogelijk voorrijders te hebben.
- De voorrijders kunnen onderweg motorrijders kwijtraken.

Open toertochten hebben meestal geen reisdoel; men rijdt een bepaalde route en keert op het vertrekpunt terug, waar na afloop de prijsuitreiking volgt. Prijzen worden uitgereikt aan bijvoorbeeld: de verst komende deelnemer, de oudste deelnemer/ster, de deelnemer met de oudste motorfiets.
Vaak wordt ook aan iedere deelnemer een herinneringstegel uitgereikt en krijgt men later een speciaal tijdens die rit gemaakte foto thuisgestuurd.

### Gesloten toertochten
Aan deze toertochten nemen alleen leden van de organiserende motorclub deel. Zij worden meestal door één of twee leden uitgezet en verkend. Gesloten toertochten hebben dan ook vaak een reisdoel; een museum, dierenpark of een andere interessante plaats. Ook deze ritten zijn er in twee soorten:

#### Individuele ritten
Hierbij worden routebeschrijvingen verstrekt. Dit komt de verkeersveiligheid ten goede: men hoeft niet in een grote groep te rijden, maar kan individueel of in kleine groepjes vertrekken. Als men een bepaald reisdoel voor ogen heeft is dit niet altijd een optie, omdat men tegelijk wil aankomen.

#### Ritten in groepsverband
Hierbij rijdt de hele motorclub in een grote groep, maar vaak wordt deze vanwege de veiligheid toch opgesplitst in kleinere groepen (max. ca. 15 motorfietsen), waarbij elke groep een voorrijder krijgt.

### Motorrijden in groepsverband
Het rijden in groepsverband wordt eigenlijk alleen gedaan omdat het gezellig is en omdat men op die manier tegelijk bij het einddoel van een toertocht aankomt. Maar het heeft ook veel nadelen:
- Een grote groep motorrijders valt gemakkelijk uit elkaar, bijvoorbeeld bij verkeerslichten, spoorwegovergangen of simpel omdat men achteraan moeilijk kan volgen (de hele groep kan bijvoorbeeld nooit tegelijk inhalen). Dat resulteert vaak in extreem hoge snelheden (als de voorrijder 80 km/uur rijdt kan de snelheid achter in een groep van 20 rijders oplopen tot ca. 140 km/uur).

Oplossingen voor dit probleem: in meerdere kleine groepen rijden en afspraken maken over de route. Men kan ook afspreken dat er rechtdoor gereden moet worden tot men iemand bij een afslag ziet wachten. Dan hoeft er niemand te hard te rijden.
- Een grote groep houdt het verkeer op.

Oplossing voor dit probleem: in meerdere kleine groepen rijden
- Mensen kunnen hun "eigen tempo" niet rijden. Sommigen vervelen zich doordat de snelheid te laag is, anderen rijden boven hun kunnen.

- Oplossing voor dit probleem: beginnende motorrijders, rustige rijders en custom-motoren voor in de groep laten rijden.

- In een groep motorrijders is weinig uitzicht en kan men kop-staart botsingen krijgen

Oplossing voor dit probleem: "baksteensgewijs" rijden, bijvoorbeeld de "oneven" nummers links en de "even" nummers rechts van het midden van de rijstrook

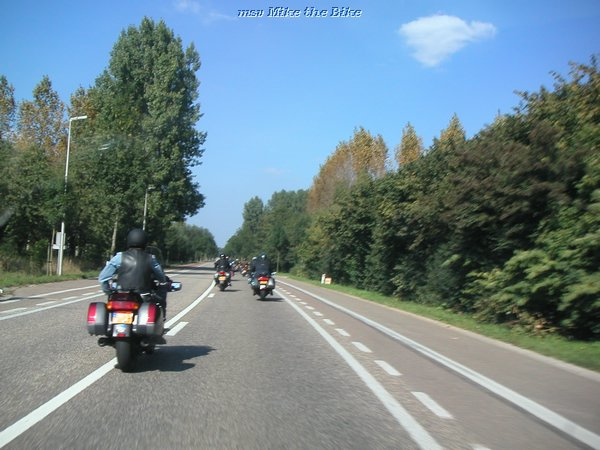
Baksteensgewijze formatie rijden is een oplossing voor een beter uitzicht in de groep en een kortere sliert motorrijders

Voor elk probleem is dus wel een oplossing. Het is dus zaak dat een motorclub haar verantwoordelijkheid neemt en de deelnemende leden van de gemaakte afspraken op de hoogte stelt. 

#### Verkeersregelaars
Het inzetten van clubleden om het overige verkeer tegen te houden is verboden, tenzij hiervoor toestemming van de lokale overheden voor is verleend en de verkeersregelaars hiervoor opgeleid zijn. Voor een normale toertocht wordt deze toestemming echter zeker niet verleend.
Andere clubritten van een motorclub kunnen zijn:
- de Dobbelrit
- de Fotopuzzelrit
- de Oriëntatierit
- de Puzzelrit
- de Sterrit